# بيرجوتيدي
فصيلة بيرجوتيدي (الإسم العلمي: Pyrgotidae)، هي فصيلة من ذوات الجناحين، تملك أكثر من 70 جنس.